# Корчак-Чепурковский, Авксентий Васильевич
Авксентий Васильевич Корчак-Чепурковский (28 февраля 1857, Константиноград, Российская империя — 27 ноября 1947, Киев, УССР) — украинский и советский гигиенист и эпидемиолог, министр народного здоровья УНР, академик АН УССР (1921—1947).

## Биография
Родился Авксентий Корчак-Чепурковский 28 февраля 1857 года в Константинограде (ныне — Красноград, Харьковская область, Украина). 
В 1877 году окончил уездную школу и духовную семинарию и решил поступить на медицинский факультет в КиевГУ, но вскоре его отчисляют за участие в студенческих волнениях и вскоре был выслан из Киева под надзором полиции. 
Всё же несмотря на проступок, ему всё же удаётся поступить и окончить в 1883 году медицинский факультет ХарьГУ. 
С 1883-по 1902 год работал санитарным врачом в Полтаве, Харьковском и Херсонском эмствах и Киеве. 
В 1903 году возвращается туда, откуда был отчислен — принят на работу на кафедру гигиены КиевГУ, где проработал до 1934 года, при этом работал на кафедре гигиены Киевского медицинского института. 
С 1904-по 1907 год занимал должность заведующего санитарным отделением городской управы, который впоследствии был уволен по политическим мотивам.
Скончался Авксений Корчак-Чепуровский 27 ноября 1947 года в Киеве.

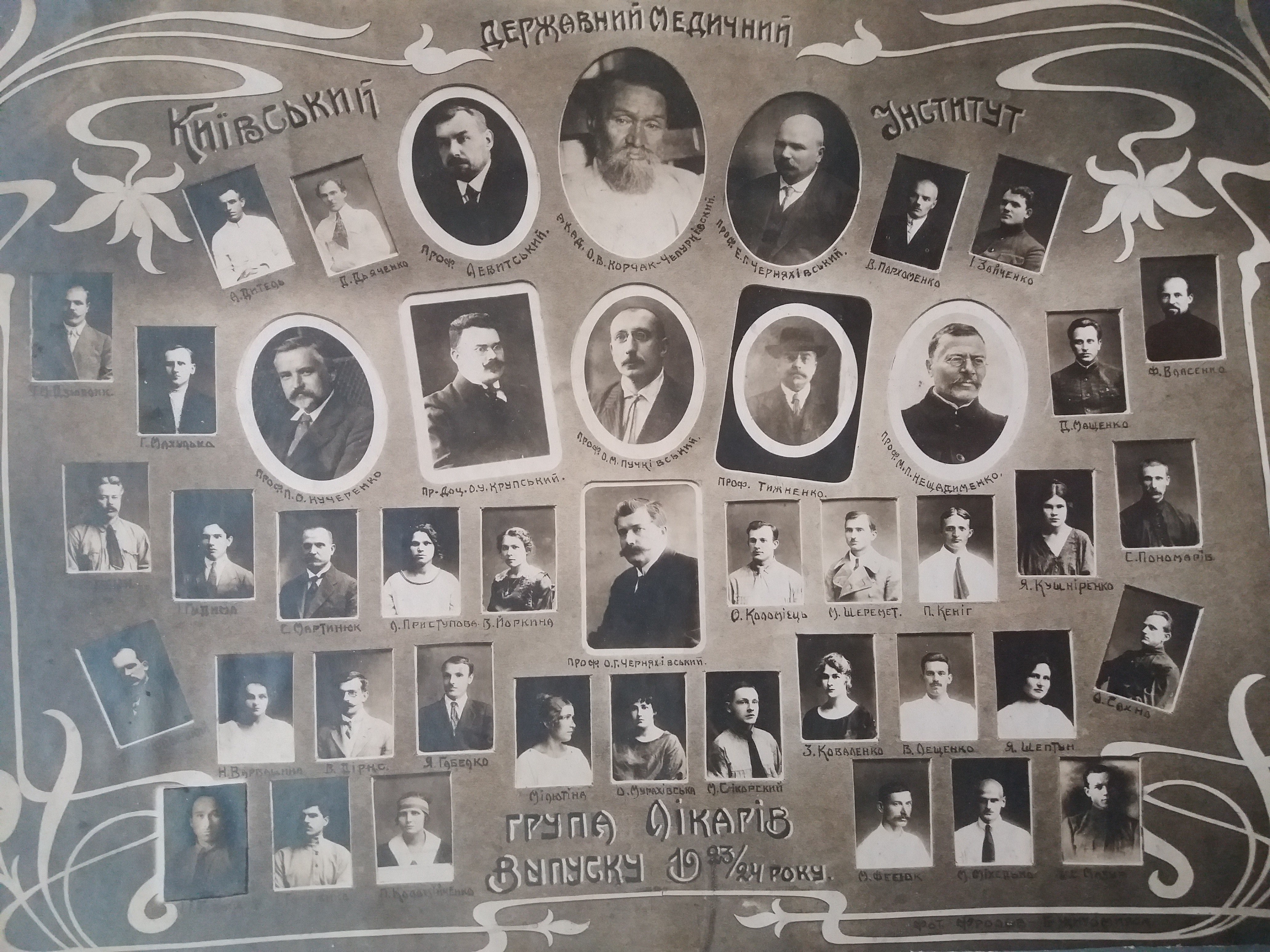
Корчак-Чепурковский

## Научные работы
Основные научные работы посвящены проблемам эпидемиологии и санитарного состояния населения.
- 1927 — Составил первую номенклатуру болезней на украинском языке.
- Автор работ по истории земской медицины.

## Награды
- орден «Знак Почёта» (01.10.1944)